# Marcello Zago
Marcello Zago (ur. 9 sierpnia 1932 w Villorbie, zm. 1 marca 2001 w Rzymie) – włoski duchowny rzymskokatolicki, oblat, misjonarz, generał misjonarzy oblatów w latach 1986–1998, sekretarz Kongregacji ds. Ewangelizacji Narodów w latach 1998–2001.

## Dzieciństwo i młodość
O. Marcello Zago urodził się w Villorba, w diecezji Treviso, 9 sierpnia 1932 roku, był synem Angelo (+1950) i Erminia Battistella (1978 +), najmłodszy z czterech braci i dwóch siostry. W 1944 r. wstąpił do niższego seminarium w Treviso. Następnie wstąpił do wyższego seminarium w 1952 r. i pozostał tam aż do drugiego roku teologii. W dniu 28 września 1955 roku rozpoczął nowicjat w Zgromadzeniu Oblatów Maryi Niepokalanej w Ripalimosani. W dniu 19 września 1956 złożył pierwsze śluby zakonne. W latach 1956–1959 kończył studia teologiczne na Uniwersytecie w St Thomas (Angelicum), mieszkały w tym czasie w Rzymie w domu scholastykatu międzynarodowego.

## Misjonarz Laosu
22 maja 1959 otrzymał pierwszą oblację na misję do Laosu. Przed wyjazdem na misje przyjął święcenia kapłańskie z rąk bpa. Antonio Treviso 13 września 1959, a następnie 29 września 1959 złożył śluby wieczyste. W grudniu 1959 wyjechał do Laosu. Przez ponad sześć lat pracował aktywnie w Laosie, jako misjonarz w wioskach, kaznodzieja, budowniczy nowych misji, dyrektor szkoły. Życie przynosiło wiele trudności, ale nawet wtedy, wśród innych działań, poprzez konsekwentny wysiłek, pracował na polu dialogu z buddystami.

## Formator
Od 25 stycznia do 23 marca 1966 brał udział jako delegat na Kapitułę Generalną wybrany z Wiceprowincji Laos. A od 1966 do 1971 r. został formatorem Scholastykatu Międzynarodowego w Rzymie. Przez okres 5 lat służył klerykom jako kierownik duchowy w seminarium w Rzymie i bardziej pogłębiał teologię buddyzmu.

## Budowniczy dialogu z buddystami
W 1970 roku po pięcioletniej przerwie został wezwany z powrotem do Laosu jako inicjator i dyrektor Katolickiego Centrum Dialogu z buddystami. W krótkim czasie jego wpływ rozciągnął się na wszystkie kraje buddyjskie i całej Azji. Życie wypełnione było spotkaniami w różnych diecezjach i krajach, z kapłanami i biskupami, również z niechrześcijanami. W dniu 9 stycznia 1971 obronił pracę doktorską w misjologii na Papieskim Uniwersytecie Gregoriańskim tezą "Rytuały i obrzędy w Laosie", pod kierunkiem Jesús López-Gay. Od 1971/74 uczył misjologii na Uniwersytecie w Ottawie. W tym samym czasie założył i kierował Centrum Studiów i Dialogu z buddystami, w imieniu Konferencji Episkopatu Laos-Kambodża. W dniach 27 marca – 12 kwietnia 1972 zorganizował w Hua Hin w Tajlandii, pierwszą sesję buddystyczno-chrześcijańską, a następnie po kilka podobnych spotkań w Wientianie, Laos (18-24 lipca 1972) i Phnom Pen, Kambodża (21 stycznia – 7 lutego 1973 ). W dniu 1 marca 1973 roku został mianowany konsultantem Sekretariatu dla Niechrześcijan przy Stolicy Apostolskiej. A już w czerwcu 1973 r., wraz z biskupem Alexander Stacciali, i grupą Laotańczyków buddystów złożył wizytę u Pawła VI na Watykanie, były to kamienie węgielne i podwaliny do późniejszych spotkań w Asyżu, Subiaco, Camaldoli, Bolonii, Wenecji, Brescii, Sienie. W dniach 22-24 kwietnia 1974 wziął udział w spotkaniu Federacji Konferencji Episkopatów Azjatyckich, gdzie zaznaczał się aktywnym udziałem w tej organizacji. W dniu 2 grudnia 1974 r., nie uczestnicząc w Kapitule Generalnej Zgromadzenia Oblatów, został wybrany na drugiego asystenta generalnego. W 1975 roku mianowany na sześć lat jako generalny asystent ds. misji Misjonarzy Oblatów Maryi Niepokalanej. Poprowadzi go do odwiedzenia nie tylko misjonarzy w Azji, ale także z innych kontynentów, takich jak Afryka, Ameryka Łacińska, Kanada ... Pisał: "Tak bogate doświadczenia wiem nawet z pierwszej ręki wspaniałą pracę misjonarzy na świecie, im pomóc, zachęcić." Od 1976 do 1980 był wiceprzewodniczącym Komitetu ds. misji Unii Przełożonych Generalnych. Od 1980 do 1986 był formatorem we włoskim Scholastykacie Vernicino (Frascati), gdzie był także superiorem w latach 1982/83. Od 1981/86 uczył Misjologii na Uniwersytecie Laterańskim w Rzymie i Urbanianum. 14 marca 1983 został mianowany sekretarzem Sekretariatu dla Niechrześcijan przy Stolicy Apostolskiej. W 1981 roku rozpoczął okres spokojnego nauczania i szkolenia misjonarzy. Było to nauczanie powierzone na kilku uniwersytetach w Rzymie i kształcenia przyszłych misjonarzy. Dość szybko, bo w maju 1983, otrzymuje szczególną odpowiedzialność, jako sekretarz Sekretariatu ds. niechrześcijan, że jest koordynatorem całego Kościoła w dialogu i relacjach z innymi religiami. Wiąże się to z bezpośredniego kontaktu z przedstawicielami innych religii w imię Papieża, biskupów i kontakty z Konferencjami Biskupów: badania i wytyczne dla Kościoła w tej linii. Wiąże się to również z licznymi podróżami i pozwala na dość częste kontakty z Ojcem Świętym Janem Pawłem II.

## Generał Zgromadzenia i arcybiskup
13 września 1986 Kapituła Generalna wybrała go w pierwszym głosowaniu przełożonym generalnym Zgromadzenia Misjonarzy Oblatów Maryi Niepokalanej. W następnym miesiącu, 27 października 1986, odbył się w Asyżu Dzień Modlitw o Pokój, którego był jednym z głównych organizatorów. Od listopada 1986 do listopada 1997 należał do Rady Unii Przełożonych Generalnych. 15 września 1992 Kapituła Generalna ponownie wybrała go na przełożonego generalnego zgromadzenia. Po kolejnej kadencji 28 marca 1998 papież mianował go arcybiskupem i sekretarzem Kongregacji ds. Ewangelizacji Narodów. 25 kwietnia 1998 został wyświęcony na biskupa, jako biskup tytularny Rusellae, w bazylice Świętego Piotra przez kardynała Józefa Tomko.

## Choroba i śmierć
W listopadzie 2000 był przez trzy tygodnie hospitalizowany w związku z zapaleniem płuc i białaczką. 1 marca 2001 zmarł w swej rezydencji w Piazza di Spagna. 3 marca odbyły się uroczystości pogrzebowe w bazylice Świętego Piotra, której przewodniczył kardynał Józef Tomko, prefekt Kongregacji ds. Ewangelizacji Narodów. 5 marca 2001 został pochowany w kaplicy Misjonarzy Oblatów na cmentarzu Marino w Rzymie.